# Karen Spärck Jones
Karen Spärck Jones FBA (26. srpna 1935 – 4. dubna 2007) byla průkopnická britská počítačová vědkyně, vynálezkyně konceptu inverzní frekvence dokumentů, což je technologie, která je základem většiny moderních vyhledávačů. V roce 2019 zveřejnil The New York Times její opožděný nekrolog v seriálu Overlooked (Přehlédnutí) který ji nazval „průkopnicí počítačové vědy díky práci kombinující statistiku a lingvistiku a obhájkyní žen v této oblasti“. Od roku 2008 se uděluje Karen Spärck Jones Award lidem s vynikajícím výzkumem v jednom nebo obou jejích oborech.

## Začátek života
Karen Ida Boalth Spärck Jonesová se narodila v Huddersfieldu v hrabství Yorkshire, Anglie. Její otec byl Owen Jones, lektor chemie, a její matka byla Ida Spärcková, Norka, která opustila Norsko v jedné z posledních lodí do Británie po německé invazi během druhé světové války. Spärck Jonesová studovala na gymnáziu v Huddersfieldu a poté v letech 1953 až 1956 na Girton College v Cambridgi, studovala historii a prodloužila si studium o rok filozofie. Na krátko se stala učitelkou, než přešla na informatiku.

## Kariéra
Spärck Jonesová pracovala v Cambridge Language Research Unit od konce 50. let poté v Cambridge University Computer Laboratory od roku 1974 až do svého odchodu do důchodu v roce 2002. Od roku 1999 byla profesorkou. Před rokem 1999 byla zaměstnána na řadu krátkodobých smluv. Pokračovala v práci v počítačové laboratoři téměř až do svého skonu. Její publikace zahrnují devět knih a četné práce. Celý seznam jejích publikací naleznete zde.
Její výzkum se od konce 50. let soustředil na zpracování přirozeného jazyka a získávání informací. Jedním z jejích nejdůležitějších příspěvků byl koncept vážení frekvence inverzních dokumentů (IDF) při získávání informací, který představila v článku z roku 1972. IDF se dnes používá ve většině internetových vyhledávačů, obvykle jako součást váhového schématu tf-idf.
V roce 1982 se zapojila do programu Alvey.
Na její počest je pojmenována každoroční přednáška Karen Spärck Jones Award.
V srpnu 2017 University of Huddersfield na její počest přejmenovala jednu ze svých budov kampusu. V budově Spärck Jones, dříve známé jako Canalside West, sídlí fakulta Computing and Engineering.

### Pocty
- Členka Britské akademie, které byla místopředsedkyní v letech 2000–2002[8]
- Členka AAAI [9]
- Členka ECCAI
- Předsedkyně Asociace pro počítačovou lingvistiku v roce 1994

### Ocenění
- Cena Gerarda Saltona (1988)[10]
- Cena ASIS &amp; T za zásluhy (2002)
- Cena ACL za celoživotní dílo (2004)[11]
- Medaile BCS Lovelace (2007)[8]
- ACM - AAAI Allen Newell Award (2006)
- Cena Athény skupiny ACM pro ženy (2007)

## Osobní život
Byla vdaná za kolegu z Cambridge, počítačového vědce Rogera Needhama až do jeho smrti v roce 2003.